# HMS Hannibal (1786)
L’’Hannibal era un vascello di terza classe, a due ponti da 74 cannoni della Royal Navy, che portava il nome del generale cartaginese Annibale Barca.

## Storia
Il vascello di terzo rango Hannibal fu costruito presso i Blackwall Yard di Blackwall, Londra, dove fu varato il 15 aprile 1786.
Posto fuori servizio, il vascello divenne nuovamente attivo nell’agosto 1787 sotto il comando del capitano Roger Boger,  e poi nel maggio 1790 sotto il comando del capitano di vascello John Colpoys. Nell'agosto 1791 il vascello fu assegnato come nave guardiaporto a Plymouth, e quando la guerra con la Francia divenne sempre più probabile verso la fine del 1792, alle navi a guardia di tre diversi porti fu ordinato di incontrarsi a Spithead. L’Hannibal e le altre navi salparono da Plymouth l’11 dicembre, arrivando a Spithead il giorno successivo.
Il 15 febbraio 1793 l’Hannibal  e Hector salparono da Spithead per effettuare una crociera durante la quale, ad un certo punto, intercettarono due fregate francesi inseguendole vanamente per un certo periodo. In seguito le due navi catturarono un mercantile francese, l’Etoille du Matin, il 23 febbraio. Rientrati a Spithead il 4 marzo le due navi vennero destinate al servizio nelle Indie occidentali riprendendo il mare il 24 marzo in forza alla squadra navale agli ordini del contrammiraglio Sir Alan Gardner. L’Hannibal ritornò in Gran Bretagna nei primi mesi del 1794, effettuando lavori di raddobbo a Plymouth dal marzo al dicembre di quello stesso anno. 
Il capitano John Markham assunse comando dell’Hannibal nel mese di agosto del 1794. Il 10 aprile 1795 il contrammiraglio Colpoys, mentre effettuava una crociera con una squadra composta da cinque navi di linea e tre fregate, intercettò e inseguì tre fregate francesi. Il vascello Colossus aprì il fuoco contro di loro appena arrivato a tiro, e subito le tre navi francesi si divisero prendendo rotte diverse.  Il Robust e l’Hannibal ne inseguirono due, mentre la fregata da 32 cannoni Astraea inseguì, e poi catturò, la fregata francese da 36 cannoni Gloire dopo una lotta durata un'ora nel corso dell’Azione del 10 aprile 1795. Il giorno successivo l’Hannibal catturò la fregata francese da 36 cannoni Gentille, ma la Fraternité riuscì a fuggire.
Dieci navi da guerra britanniche, tra cui l’Hannibal, condivisero i proventi della riconquista del mercantile Caldicot Castle il 28 marzo 1795 e della cattura della corvetta francese Jean Bart il 30 marzo successivo.
Il 14 maggio dello stesso anno l’Hannibal fece rotta per la Giamaica, ed il 21 ottobre, mentre stazionava nelle Indie occidentali, catturò la goletta corsara francese da 8 cannoni Grand Voltigeur. Tre giorni catturò la nave corsara francese Convention da 12 cannoni, ripetendo l’impresa il 13 novembre quando catturò il corsaro francese Petit Tonnerre.
Markham lasciò il comando dell’Hannibal nel mese di dicembre, sostituito nel gennaio 1796 dal capitano T. Lewis. Il 27 gennaio 1796 l’Hannibal  e Sampson catturarono  il corsaro francese Alerte armato con 14 cannoni. 
Nell’aprile 1798 Lewis fu sostituito dal capitano Robert Campbell, cui subentrò nel mese di ottobre il capitano E.T. Smith che rimase al comando fino al 1800, quando gli subentrò il capitano John Loring.

### La prima battaglia di Algeciras
Nel marzo 1801 il capitano di vascello Solomon Ferris assunse il comando dell’unità, e sotto che salpò da Spithead il 6 giugno successivo per congiungersi con la squadra del retroammiraglio Sir James Saumarez nella baia di Cawsand il 12 giugno, pronta a salpare per entrare nel Mediterraneo. 
La mattina del 6 luglio la squadra al comando di Saumarez, composta da sei navi di linea, impegnò combattimento nella baia di Algeciras contro quella francese al comando del contrammiraglio Charles-Alexandre Léon Durand Linois, forte di tre navi di linea e una fregata. Le navi di Linois potevano contare sull’appoggio di undici cannoniere spagnole e delle artiglierie dei forti di Santa Garcia e di Torre de la Villa Vega, e dell’isola fortificata di Isla Verda.
Il combattimento iniziò alle 7:50 del mattino, ma l’Hannibal entrò nell’azione alle 9:20 ancorandosi davanti al Pompee in difficoltà, ed impegnando combattimento con la nave ammiraglia francese, il vascello Formidable. Alle 11.00 l’Hannibal, a causa dei venti variabili, si incagliò irreparabilmente,  nonostante un disperato tentativo di trainare via il vascello a rimorchio delle proprie scialuppe, con l’assistenza dei vascelli Caesar e Venerable. Le navi inglesi si ritirarono definitivamente verso Gibilterra alle 13:30, abbandonando l’Hannibal al proprio destino. Sottoposto al fuoco incrociato della navi francesi e delle cannoniere spagnole supportate dalla batteria di Torre de la Villa Vega il vascello fu disalberato, e alle 14:00 il capitano Farris, al fine di evitare ulteriori perdite tra l’equipaggio, diede ordine di ammainare la bandiera ed arrendersi. Quando i francesi e gli spagnoli presero possesso dell’unità, issarono la bandiera inglese capovolta il che equivaleva per i britannici ad una richiesta di immediato soccorso. Pensando che l’Hannibal non si fosse ancora arreso, il Comandante George Heneage Lawrence Dundas, ingannato dal segnale, inviò alcune piccole imbarcazioni con a bordo dei carpentieri dei cantieri navali e la corvetta Calpe, uno sloop-of-war da 14 cannoni, per fornire assistenza e trarre eventualmente in salvo l'equipaggio del vascello. I francesi catturarono così alcune piccole imbarcazioni ed i loro equipaggi quando questi ultimi salirono a bordo dell’Hannibal, tra cui il tenente T. Sykes della Calpe. Sottoposta al fuoco nemico la Calpe invertì la rotta e ritornò a Gibilterra.  La battaglia era costata all’equipaggio dell’Hannibal 75 morti, 62 feriti e sei dispersi.
La nave fu ribattezzata Annibal ed incorporata nella marina francese. Riparati sommariamente i danni il vascello salpò da Algeciras con le navi franco-spagnole per raggiungere Cadice a rimorchio della fregata Indienne, ma a causa della bassa velocità rallentò la navigazione della squadra, e il tenente generale Juan Joaquín Moreno lo rimandò ad Algeciras insieme alla fregata, e non prese parte al successivo combattimento notturno. L’ammiraglio Sir James Saumarez dispose quindi uno scambio di prigionieri tra l’equipaggio del vascello francese Saint Antoine, che gli inglesi avevano catturato nella seconda parte della battaglia, e gli equipaggi dell’Hannibal e della Calpe in mano a francesi. Una corte marziale tenutasi sul vascello Gladiator a Portsmouth il 1 ° settembre assolse onorevolmente il capitano Ferris, i suoi ufficiali e l'equipaggio, per la perdita della loro nave.

### In servizio nella Marine nationale
Nel novembre 1801 lo sloop Racoon trasportava messaggi per la flotta e attraversò lo Stretto di Gibilterra il 16 novembre. Mentre era in navigazione incontrò sfavorevoli condizioni meteorologiche nel golfo di Biscaglia, e mentre si trovava nelle vicinanze di Brest avvistò l’Annibal e lo sloop Speedy in navigazione. Entrambe le unità esponevano la bandiera francese a riva.  Il 9 febbraio 1802 l’Annibal, insieme all’Intrepide  e al  Formidable, navigò da Cadice per Tolone, dove effettuò lavori di manutenzione tra i mesi di marzo e giugno.
Nel 1806 il vascello fu in parte riarmato, sbarcando alcuni cannoni del ponte superiore ed imbarcando 16 carronate da 32 libbre in sostituzione di 10 cannoni da 9 lb. L’Annibal effettuò una nuova grande revisione a Tolone nel 1809. Nel maggio 1807, la fregata da 38 cannoni Spartan incontrò l’Annibal, scortato da due fregate (Pomone e Incorruptible), e dalla corvetta Victorieuse poco fuori dall’isola di Cabrera, alle Baleari, ma riuscì a fuggire. Radiato dal servizio attivo nel gennaio 1821, divenne nave deposito a Tolone, e fu demolito nel 1824.

### Annotazioni
1. ↑  Sulla Gentille, che venne poi immessa in servizio nella Royal Navy, si registrarono 8 morti e 15 feriti tra i membri del suo equipaggio, mentre sull’Hannibal si ebbero solo quattro feriti.
2. ↑  Vero protagonista della cattura dell’Alerte fu il Sampson.
3. ↑  Farris diede ordine all’equipaggio di rifugiarsi sottocoperta per sottrarsi al fuoco nemico.

### Fonti
1. ↑  http://www.todoababor.es/listado/navio-sanhermenegildo.htm Navío San Hermenegildo
2. 1 2  Lavery 2003, p. 180.
3. 1 2 3 4  Colledge, Warlow 2006, p. 154.
4. 1 2 3 4 5   National Maritime Museum, NMM, vessel ID 380109 (PDF), su Warship Histories, vol I. URL consultato il 30 luglio 2011 (archiviato dall'url originale il 2 agosto 2011).
5. ↑  Publications of the Navy Records Society, (1951), Vol. 91.
6. ↑  (EN) The London Gazette (PDF), n. 13634, 22 marzo 1794.
7. ↑  Norie 1827, p. 145.
8. ↑  (EN) The London Gazette (PDF), n. 13770, 14 April 1795.
9. ↑  Norie 1827, p. 151.
10. ↑  (EN) The London Gazette (PDF), n. 13960, 13 dicembre 1796.
11. ↑  Norie 1827, p. 481.
12. ↑  (EN) The London Gazette (PDF), n. 15076, 30 ottobre 1798.
13. ↑  James 1886, p. 96.
14. ↑  Donolo 2012, p. 211.
15. ↑  Donolo 2012, p. 209.
16. ↑  James 1886, p. 99.
17. 1 2  James 1886, p. 101.
18. ↑  James 1886, p. 98.
19. 1 2 3  Hepper 1994, p. 99.
20. 1 2  James 1886, p. 107.
21. ↑  James 1886, p. 97.
22. ↑  James 1886, p. 118.
23. 1 2  James 1886, p. 108.
24. ↑  Ross 2008, p. 7.
25. ↑  Naval Chronicle, Vol. 7, p.89.
26. ↑  Winfield 2008, p. 61.